# Строфій
Стро́фій (дав.-гр. Στρόφιος) — персонаж давньогрецької міфології, син Кріса. Жив у Фокіді. У його родині разом з його сином Піладом виховувався син Агамемнона Орест.
Персонаж трагедії Сенеки «Агамемнон».